# Tabakskever
De tabakskever (Lasioderma serricorne) is een keversoort uit de familie klopkevers (Anobiidae). De wetenschappelijke naam van de soort is voor het eerst geldig gepubliceerd in 1792 door Fabricius.
De tabakskever wordt 2 tot 3 millimeter lang. Het is een bekend plaaginsect dat schade aan kan richten aan met name voorraden tabak, maar ook aan bijvoorbeeld voorraden gedroogde vruchten.